# Имеусим
Имеусим је у грчкој митологији био Икаријев син.

## Митологија
Био је Икаријев син, а његова мајка је или била нимфа Перибеја, према Аполодору, или Поликаста. Имеусим је био Пенелопин брат, али је имао и браћу Тоанта, Дамасипа, Алета и Перилеја. Неки аутори су га називали Сем.